# كلية بلافاتنيك للإدارة الحكومية
كلية بلافاتنيك للإدارة الحكومية هي كلية تأسست عام 2010 في جامعة أوكسفورد في انجلترا. تسعى لتحسين جودة عمل الحكومات وصنع القرار حول العالم عبر برامجها التعليمية.
تتخذ الكلية الرؤية التالية شعاراً لها: نحو عالم يُقاد بصورة أفضل، يُخدم بصورة أفضل، ويُدار بصورة أفضل
تأسست الكلية عام 2010 بهبة مقدمة من رجل الأعمال ليونارد بلافاتنيك بقيمة 75 مليون جنيه استرليني وبدعم الجامعة بمبلغ 26 مليون جنيه استرليني.
تقدم الكلية برامج الماجستير والدكتوراه في السياسات الحكومية (سياسات عامة)، كما تقدم أيضاً برامج قصيرة المدى موجهة خصيصاً لكبار العاملين في الحكومات والمؤسسات الدولية.
تتميز كلية بلافاتنيك بكونها كلية عالمية من ناحية تصميم المنهاج الدراسي ومن ناحية التنوع الكبير من حيث خلفيات الطلاب المقبولين وأعضاء هيئة التدريس وخبراتهم.

## البرامج الأكاديمية
برنامج ماجستير السياسات العامة أو السياسات الحكومية MPP الذي تقدمه الكلية برنامج مكثف مدته 12 شهراً، وهو موجه للطلاب الراغبين بالعمل مستقبلاً في المؤسسات الحكومية أو المنظمات الدولية أو مراكز الأبحاث أو المنظمات غير الربحية بالإضافة إلى شركات الاستشارات والمشاريع الربحية. 
يتضمن البرنامج مواد أساسية تساعد الطالب على فهم السياسات العامة كالاقتصاد والسياسة والفلسفة والعلوم وتقويم السياسات وكلها تُدرَّس من قبل نخبة من أساتذة جامعة أوكسفورد، بالإضافة إلى مواد اختيارية تتنوع بتنوع اهتمامات الطالب ومواد عملية تطبيقية كالتواصل والمفاوضات وإدارة البرامج وكتابة السياسات وإعداد الميزانية ورسم الاستراتيجيات يقوم بتدريسها خبراء وممارسون مختصون بهذه المجالات.
يتكون البرنامج من 3 فصول دراسية ومشروع صيفي في إحدى المؤسسات الحكومية أو المنظمات في بريطانيا أو خارجها. يستمر البرنامج مدة 12 شهراً يكتسب فيها الطلاب مهارات متقدمة في تصميم السياسات الحكومية وغير الحكومية على اختلاف أنواعها وأهدافها إلى جانب تحليلها وتقويمها.
يمكن للطلاب من الاختصاصات الأكاديمية كافة التقديم إلى هذا البرنامج، ويتم تقويم الطلبات بناء على الأداء الأكاديمي والخبرة العملية والمهارات القيادية والتزام المتقدم بالخدمة في الميدان العام.

## هيئة التدريس
يترأس الكلية البرفسور نايري وودز وهي إحدى الشخصيات الاقتصادية البارزة عالمياً. عملت سابقاً مستشارة لدى صندوق النقد الدولي وبرنامج الأمم المتحدة الإنمائي والمنتدى الاقتصادي العالمي إلى جانب عدد كبير من المنظمات الدولية بالإضافة إلى نشاطها الأكاديمي في جامعة أوكسفورد لأكثر من عشرين عاماً.
تضم الكلية نخبة من أبرز الأساتذة الجامعيين من بينهم الخبير الاقتصادي الشهير بول كوليير وكبير خبراء الاقتصاد في وزارة التنمية الدولية البريطانية ستيفان ديركون بالإضافة إلى عدد كبير من الأكاديميين البارزين من جامعة أوكسفورد وجامعات أخرى في مجالات السياسة والفلسفة والاقتصاد والعلوم والقانون.

## أبرز الخريجين
- ماريان شراير أصغر محافظ في ألمانيا.[11]
- رأفت الأكحلي، وزير الشباب والرياضة السابق في اليمن[12]
- شما المزروعي، وزيرة الشباب في الإمارات العربية المتحدة وأصغر وزير في الحكومة الإماراتية الحالية[13]
- عضوين في البرلمان في بنما، غابرييل سيلفا وإديسون بروتشي.[14]